# ホセ・ルイス・オルティス
ホセ・ルイス・オルティス・モレーノ（1967年 - José Luis Ortiz Moreno）は、スペインの天文学者。専門分野は、惑星大気における輻射輸送問題、大気内のエアロゾルおよび雲の構造など。

## 経歴
1994年にグラナダ大学にて物理学の博士号を取得。NASAジェット推進研究所等を経て、2000年よりスペインのアンダルシア天体物理学研究所太陽系部門の恒久スタッフに就任。同研究所が運営するグラナダのシエラ・ネバダ天文台技術次長として、研究グループを率いている。
2005年7月29日、オルティス率いる研究グループは新たなエッジワース＝カイパー・ベルト天体を発見したと発表した。この天体はオルティスらが2003年に行った観測を再分析したことによって発見されたものであり、1955年の記録までさかのぼって調査された。この天体は(136108)2003 EL61と命名された。
カリフォルニア工科大学のマイケル・ブラウンらのグループもこの天体を発見し、「サンタ」という愛称を付して1年間観測を続けていたが、公表はしていなかった。ブラウンは当初、この発見の手柄をオルティスらに帰すことを支持していた。しかし、オルティスらの発表は、ブラウンの共同研究者の9月の講演のタイトルが公開された直後であり、そのタイトルには天体の仮称「K40506A」が含まれていた。そのことを不審に思ったブラウンは調査を行い、その結果、「K40506A」をGoogle検索すると、彼らが観測に使ってきたCTIO/SMARTS望遠鏡の観測記録にたどり着けることに気付いた。さらに、通常は望遠鏡の使用者しかアクセスしないその観測記録に、オルティスの研究機関から繰り返しアクセスがあったことが、明らかになった。そのためブラウンは、オルティスの発見は不正なものであるか、仮に独自に天体を発見してその後に偶然にブラウンらの観測記録にアクセスしてしまった（オルティスはのちにそう主張した）のだとしても、発表時にそのことを隠していたことは研究倫理に反するとしている。
そのため、オルティスらが提案したイベリア半島のカトリックの伝承に由来する名前である Ataecina は却下され、ブラウンの共同研究者のデイヴィッド・ラビノウィッツが提案した、ハワイ諸島の豊穣の女神ハウメアに因んで命名された。